# Philagra scotti
Philagra scotti är en insektsart som beskrevs av Carl Stål 1863. Philagra scotti ingår i släktet Philagra och familjen spottstritar. Inga underarter finns listade i Catalogue of Life.